# Corbara (Korsika)
Corbara (korsisch A Curbaghja oder Curbara) ist eine französische Gemeinde mit 942 Einwohnern (Stand 1. Januar 2022) auf der Insel Korsika. Sie gehört zum Arrondissement Calvi und zum Kanton L’Île-Rousse.

## Geografie
Das Gemeindegebiet von Corbara reicht von der Nordwestküste Korsikas bis etwa drei Kilometer tief ins Hinterland der Insel und ist 10,19 km² groß. Das Dorf Corbara liegt auf einem 255 m hohen Hügel, der Ortsteil Marine de Davia direkt am Meer. Ein weiterer Ortsteil ist Acqua Niella im Nordosten. Der Küstenabschnitt im Gemeindegebiet ist im Norden recht flach (Baie de Giunchetu), im Westen mit den markanten Kaps Punta di Vallitone und Punta di Varcale überwiegend felsig. Den höchsten Punkt im Gemeindeareal bildet der Cima di Sant’ Angelo mit 561 m Meereshöhe. Im Nordosten grenzt L’Île-Rousse, im Osten Santa-Reparata-di-Balagna und im Süden Pigna und Aregno an die Gemeinde.

## Bevölkerungsentwicklung
| Jahr                       | 1962 | 1968 | 1975 | 1982 | 1990 | 1999 | 2007 | 2011 | 2016 | 2017 |
| Einwohner                  | 314  | 355  | 366  | 510  | 583  | 706  | 914  | 972  | 932  | 907  |
| Quellen: Cassini und INSEE |      |      |      |      |      |      |      |      |      |      |

## Verkehr
Die Küstenstraße RN 197 ist eine der Hauptrouten der Insel und führt von Calvi nach Ponte Leccia durch das Gemeindegebiet.
Der Bahnhof der Gemeinde trägt die Bezeichnung Bodri und liegt an der Bahnstrecke Ponte-Leccia–Calvi.